# The Face at the Window (film 1912)
The Face at the Window è un cortometraggio muto del 1912 diretto da Alice Guy.

## Produzione
Il film fu prodotto dalla Solax Film Company.

## Distribuzione
Distribuito dalla Film Supply Company, il film uscì nelle sale cinematografiche USA il 6 dicembre 1912.